# Alto Magdalena (província)

Província de Alto Magdalena.

Alto Magdalena é uma província do departamento de Cundinamarca, Colômbia.

## Municípios
A província é dividida em 8 municípios:
1. Agua de Dios
2. Girardot
3. Guataquí
4. Jerusalén
5. Nariño
6. Nilo
7. Ricaurte
8. Tocaima